# Olibrus atomarius
Olibrus atomarius is een keversoort uit de familie glanzende bloemkevers (Phalacridae). De wetenschappelijke naam van de soort werd in 1888 gepubliceerd door David Sharp.